# ディスプレイ行動
ディスプレイ行動(display)は、動物のコミュニケーションの重要な側面であり、動物の王国全体で見られる多様な種のジェスチャー、音、動きを包括しています。これらの行動は、求愛、交尾、縄張りの防衛、攻撃、および社会的な相互作用を含む多岐にわたる目的に役立っています。複雑なディスプレイを通じて、動物は同種、潜在的なメイト、ライバル、および捕食者に対して重要な情報を伝え、支配のヒエラルキー、縄張りの境界、および繁殖成功の確立を促進しています。

## ディスプレイ行動の種類
1.求愛ディスプレイ：多くの種が、メイトを引き寄せ、繁殖のための適応力を示すために派手な求愛儀式に参加しています。これらのディスプレイには、鮮やかな色彩、複雑なダンス、美しい歌、またはフェロモンの放出が含まれることがよくあります。例には、クジャクの派手な羽根のディスプレイ、魚の同期した水中ダンス、および楽園の鳥の複雑な空中ディスプレイがあります。
2.縄張りディスプレイ：動物は異物を寄せ付けず、領土を守るためにさまざまな戦略を採用しています。縄張りディスプレイには、発声、匂いのマーキング、攻撃的なポージング、および物理的な戦いが含まれることがあります。例えば、オオカミは縄張りを示すために吠え、シカのオスは交尾期に領土で優越を主張するために角をぶつけ合います。
3.攻撃的なディスプレイ：対決的な状況では、動物はしばしば支配を確立したり、潜在的な脅威を威嚇したりするために攻撃的なディスプレイに訴えることがよくあります。これらのディスプレイは、脅威となる発声やボディポーズから物理的な戦いまでさまざまです。例には、コブラの威嚇のヒスや膨らませる行動、シカの威圧的な角のディスプレイ、およびゴリラの間での胸を叩くような儀式が含まれます。
4.コミュニケーションディスプレイ：多くの動物は、社会的なグループのメンバーとコミュニケーションをとるか、グループの活動を調整するためにディスプレイを利用しています。これらのディスプレイには、視覚的な信号、聴覚の合図、または嗅覚のメッセージが含まれることがあります。例えば、ミツバチは複雑な踊りを踊って巣の仲間に食物の場所を伝え、ミーアキャットは群れに接近する捕食者に警告するために哨兵行動を利用します。

## 機能と重要性
ディスプレイ行動は、動物の生存と繁殖の成功において重要な役割を果たしています。領土、繁殖の状態、支配、および意図に関する情報を効果的に伝えることで、動物は紛争を最小限に抑え、メイトの選択を容易にし、コミュニティ内での社会的な結束を維持します。さらに、ディスプレイ行動は種特有の特徴や適応の進化に寄与し、動物がさまざまな生態学的なニッチで繁栄するのに役立っています。